# Gérard Bourgarel
Gérard Bourgarel (* 1931 in Genf; † 19. September 2012 in Freiburg im Üechtland) war Kaffeehändler, Politiker und Autor. Er gründete 1954 in Genf die Emmaus-Gemeinschaft und setzte sich mit dem Verein Civitas Nostra noch im gleichen Jahr für den Frieden in Algerien ein. Er gilt als Initiator des 1964 gegründeten Vereins Pro Freiburg (Pro Fribourg).

## Leben
Nach einer kaufmännischen Ausbildung setzte er nicht den väterlichen Wunsch zu dessen Nachfolge im Kaffeegrosshandel um, sondern wandte sich den Schönen Künsten zu. Seine Erlebnisse im zerstörten Nachkriegsdeutschland, das Elend in den Pariser Banlieues und die Armut in den Aussenvierteln von Lyon schärften seinen humanistischen Gedanken.
Seit 1960 lebte er im Freiburger Quartier Bourg, wo er die Zerstörung urbaner Wohnviertel erlebte, gegen die er sich vehement wehrte. Bourgarel fand Mitstreiter und gründete einen Verein, der den Erhalt des traditionellen Freiburger Stadtbildes durchsetzen konnte. 1982 wurde Bourgarel in den Freiburger Stadtrat gewählt, eine Funktion, die er für neun Jahre innehatte und 1991 zugunsten eines Sitzes im Grossen Rat Freiburg im Kanton Freiburg abgab. Bis 1999 arbeitete er dort für die Grüne Partei der Schweiz (Les Verts fribourgeois/Grüne Freiburg).

## Schriften
- Fribourg: Le Bourg de fondation sous la loupe des archéologues, 1998
- William England (1816-1896) : dès 1863, son exploration photographique de la Suisse, 2005